# Sandon (Äquatorialguinea)
Sandon ist ein Ort in Äquatorialguinea.

## Lage
Der Ort befindet sich im Nordosten der Provinz Kié-Ntem auf dem Festlandteil des Staates, nur wenige Kilometer nördlich von Nsang. Er liegt am Arroyo Bipagos. Im Norden schließt sich der Ort Ngueayong an.

## Klima
Nach dem Köppen-Geiger-System zeichnet sich Sandon durch ein tropisches Klima mit der Kurzbezeichnung Am aus.